# Silouans Song
Silouans Song est une œuvre pour orchestre à cordes du compositeur estonien Arvo Pärt, associé au mouvement de musique minimaliste. Elle a été composée en 1991.

## Historique
Silouans Song est sous-titrée My soul yearns after the Lord…. Son titre fait référence à saint Silouane de l'Athos. Sa création mondiale a eu lieu le 4 juillet 1991 à Rättvik, en Suède, par le Siljan Chamber Orchestra dirigé par Karl-Ove Mannberg.

## Structure
Silouans Song est constitué d'un mouvement unique dont l'exécution dure environ 6 minutes.

## Discographie sélective
- Sur le disque Te Deum par le Chœur de chambre philharmonique estonien dirigé par Tonu Kaljuste chez ECM Records, 1993.
- Sur le disque Summa par l'Orchestre symphonique national estonien dirigé par Paavo Jarvi, Virgin Records, 2003